# Burgos, Isabela
Burgos là một đô thị hạng 5 ở tỉnh Isabela, Philippines. Theo điều tra dân số năm 2007, đô thị này có dân số 21.898 người trong 4.124 hộ.

## Các đơn vị hành chính
Burgos được chia ra 14 barangay.
- Bacnor East
- Bacnor West
- Caliguian
- Catabban
- Cullalabo del Norte
- Cullalabo del Sur
- Dalig
- Malasin
- Masigun East
- Raniag
- San Antonino
- San Bonifacio
- San Miguel
- San Roque